# Parci
Parci este un sat din municipiul Podgorica, Muntenegru. Conform datelor de la recensământul din 2003, localitatea are 43 de locuitori (la recensământul din 1991 erau 27 de locuitori).

## Demografie
În satul Parci locuiesc 38 de persoane adulte, iar vârsta medie a populației este de 47,1 de ani (46,8 la bărbați și 47,6 la femei). În localitate sunt 12 gospodării, iar numărul mediu de membri în gospodărie este de 3,58.
Populația localității este foarte eterogenă.
|  |

| Demografie | Demografie | Demografie |
| An         | Locuitori  | Locuitori  |
| ---------- | ---------- | ---------- |
|            |            |            |
|            |            |            |
|            |            |            |
|            |            |            |
| 1948       | 181        |            |
| 1953       | 169        |            |
| 1961       | 93         |            |
| 1971       | 46         |            |
| 1981       | 31         |            |
| 1991       | 27         | 27         |
| 2003       | 43         | 43         |

| \| Componența etnică conform recensământului din 2003[2] \| Componența etnică conform recensământului din 2003[2] \| Componența etnică conform recensământului din 2003[2] \| Componența etnică conform recensământului din 2003[2] \| Componența etnică conform recensământului din 2003[2] \| \| ----------------------------------------------------- \| ----------------------------------------------------- \| ----------------------------------------------------- \| ----------------------------------------------------- \| ----------------------------------------------------- \| \| \| \| \| \| \| \| Muntenegreni \| Muntenegreni \| \| 19 \| 44,18% \| \| Sârbi \| Sârbi \| \| 16 \| 37,2% \| \| Rusi \| Rusi \| \| 1 \| 2,32% \| \| necunoscută \| necunoscută \| \| 0 \| 0% \| |              |  |    |        |
| Componența etnică conform recensământului din 2003 |              |  |    |        |
| |              |  |    |        |
| Muntenegreni | Muntenegreni |  | 19 | 44,18% |
| Sârbi | Sârbi        |  | 16 | 37,2%  |
| Rusi | Rusi         |  | 1  | 2,32%  |
| necunoscută | necunoscută  |  | 0  | 0%     |